# Second Avenue (metropolitana di New York)
Second Avenue è una stazione della metropolitana di New York situata sulla linea IND Sixth Avenue. Nel 2019 è stata utilizzata da 5 583 944 passeggeri. È servita dalla linea F, attiva 24 ore su 24.

## Storia
La stazione fu aperta il 1º gennaio 1936.

## Strutture e impianti
La stazione è sotterranea, ha due banchine ad isola e quattro binari, dei quali solo i due esterni sono utilizzati regolarmente. È posta al di sotto di East Houston Street e ha due mezzanini separati, ognuno ospita un gruppo di tornelli e due scale per il piano stradale, quelle del mezzanino ovest portano all'incrocio con Second Avenue e Chrystie Street, quelle del mezzanino est all'incrocio con First Avenue e Allen Street.

## Interscambi
La stazione è servita da alcune autolinee gestite da NYCT Bus.
- Fermata autobus